# 宮崎尚志
宮崎 尚志（みやざき なおし、1934年8月4日 - 2003年5月2日）は、日本の作曲家。東京府出身。多摩美術大学客員教授。

## 概要
映画、ドラマ、CMなどの音楽や、歌謡曲、校歌、社歌、聖歌など幅広いジャンルの作曲、編曲を手掛けた。生涯に作曲した作品は1万曲を超えており、1日に60曲以上作ったこともあったという。大林宣彦監督の映画に自主制作時代から携わり続けたことや、広島東洋カープ応援歌「それ行けカープ 〜若き鯉たち〜」（作詞・有馬三恵子）を作曲したことで知られる。CM音楽の分野においては、コカ・コーラの初代CMソングなど、作曲した曲がたびたびACC・CMフェスティバルの受賞対象となった。2006年に放映されたコカ・コーラTVCMにも、40年以上前に宮崎が作曲したメロディが使われている。
妻はNHK『おかあさんといっしょ』の2代目うたのおねえさんの中野慶子。子にはミュージシャンの宮崎道、宮﨑歩らがいる。

## 来歴
牧師の家に生まれ、5歳の時（1939年）よりピアノを習い始める。自身も牧師となるべく立教大学文学部へ進学するが、家計を支えるために音楽演奏の仕事を始め、島岡譲らに師事する。1957年、大学を卒業。1958年から作曲家としての活動を開始し、放送番組、CMなどの音楽を手掛ける。1969年、多摩美術大学の非常勤講師となり、1989年には客員教授に就任する。2003年、肺がんのため68歳で死去した。

## 主な作品
ごく一部のみを列挙する。

### 映画
- EMOTION=伝説の午後・いつか見たドラキュラ（監督：大林宣彦、1966年）音楽
- CONFESSION 遙かなる憧れギロチン恋の旅（監督：大林宣彦、1968年）音楽
- 瞳の中の訪問者（監督：大林宣彦、1977年）音楽
- ふりむけば愛（監督：大林宣彦、1978年）音楽
- 金田一耕助の冒険（監督：大林宣彦、1979年）出演
- 廃市（監督：大林宣彦、1984年）編曲
- さびしんぼう（監督：大林宣彦、1985年）音楽監督
- 姉妹坂（監督：大林宣彦、1985年）音楽
- 彼のオートバイ、彼女の島（監督：大林宣彦、1985年）音楽
- 傷だらけの勲章（監督：斎藤光正、1986年）音楽監督

### テレビ番組
- NHK『みんなのうた』の「風ぐるま」（歌は小林幸子）
- アニメ『海賊王子』
- 『笑点』テーマ曲「笑点音頭[注釈 1]」
「笑点のテーマ」（作曲：中村八大）とは別の曲である
- ドラマ『フジ三太郎』（坂本九 版）
- 『川崎敬三の料理ジョッキー』
- 銀河テレビ小説『霧の視界』
- ドラマ『先生お・み・ご・と!』（主演:熊谷真実）
- ドラマ『青春INGS ゆう子とヘレン』（主演：斉藤とも子＆ヘレン笹野）
- 教育番組『ワンツー・どん』
- 教育番組『ばくさんのかばん』
- 教育番組『なかよしリズム』
- 『ニュースセンター9時』テーマ曲
- 『いい旅チャレンジ20,000km』

### CM
- コカ・コーラ「コカコーラの歌（スカッとさわやかコカコーラ）」（歌：スリーバブルズ、ピンキーとキラーズ、クレイジーケンバンド、倖田來未他）
- 篠崎製菓 「ライオネスコーヒーキャンディー」（歌：天地総子）
- 赤福「赤福餅のうた」（歌：藤田まこと、成田賢他）
- 丸大食品 「わんぱくでもいい」「プレスハム」他
- 人形の久月 サウンドロゴ
- 三菱自動車工業「人間が大好きだ」（歌：成田賢）

### その他
- 「それ行けカープ 〜若き鯉たち〜」（歌：塩見大治郎）
- 「宇宙へかける橋」（歌：子門真人）
- 「ハ行で笑うばいきんまん」（歌：中尾隆聖）